# Inglaterra A
England A es una selección secundaria de rugby de Inglaterra regulada por la unión de ese país. El equipo ha sido conocido anteriormente por varios nombres, como  England B,  Emerging England y, más recientemente, England Saxons. Inglaterra A juega un papel clave en el desarrollo de talentos emergentes, permitiendo a los jugadores ganar experiencia en un entorno internacional y demostrar que tienen la capacidad para desempeñarse a nivel de prueba para el primer equipo de Inglaterra.

## Reseña
Su primer partido fue en 1967 en una gira por Canadá, desde ese entonces ha disputado amistosos contra selecciones de países de menor desarrollo del deporte.  El segundo equipo de Inglaterra fue conocido como Inglaterra B hasta 1992, cuando pasó a llamarse Inglaterra A. En 2000, como parte de su plan estratégico a largo plazo, la RFU reexaminó el papel del "segundo equipo" y decidió que era deseable un cambio de nombre. Se consideraron varios nombres como por ejemplo, England Aces e England Bloods – antes de elegir el nombre England Saxons de una lista corta de posibles. El cambio de nombre entró en vigor a mediados de mayo de 2006, justo antes del inicio de la Churchill Cup de ese año.
Los England Saxons participaron en la Churchill Cup desde su inicio en 2003 hasta su desaparición tras la edición de 2011. Bajo el formato final, jugaron tres partidos: dos en la fase de grupos y uno el día de la final. Los Saxons también jugaron dos partidos cada temporada contra los otros equipos que competían en el Campeonato de las Seis Naciones; Francia, Irlanda, Italia, Escocia y Gales ); y los partidos se jugaron los mismos fines de semana que los partidos de prueba de las Seis Naciones.
El equipo volvió a su nombre tradicional de Inglaterra A en mayo de 2021.  El cambio de nombre se realizó antes del regreso planificado del equipo contra Escocia A ese verano, después de haber estado en una pausa prolongada desde su victoria en la serie de dos partidos sobre Sudáfrica A en 2016.  Sin embargo, este partido fue finalmente cancelado debido a un brote de COVID-19 en el equipo de Escocia. 
En noviembre de 2023, se anunció que Inglaterra A haría otro resurgimiento la primavera siguiente, coincidiendo con el Torneo de las Seis Naciones de 2024.  En su primer partido en ocho años, Inglaterra A logró su mayor victoria de la historia, derrotando a Portugal por 91-5 en febrero de 2024.  Esto marcó el comienzo de un calendario de partidos más regular para el equipo, con otro partido contra Australia A que tuvo lugar en noviembre de ese año. 

## Palmarés
- Churchill Cup (6): 2003, 2005, 2007, 2008, 2010, 2011[10]

## Participación en copas

### Churchill Cup[11]
- Churchill Cup 2003: Campeón
- Churchill Cup 2004: 2º puesto
- Churchill Cup 2005: Campeón
- Churchill Cup 2006: 4º puesto
- Churchill Cup 2007: Campeón
- Churchill Cup 2008: Campeón
- Churchill Cup 2009: 3º puesto
- Churchill Cup 2010: Campeón
- Churchill Cup 2011: Campeón

### Tours
- Tour a Japón 2003: ganó (0 - 2)[12]
- Tour a Sudáfrica A 2016: ganó (0 - 2)[13][14]